# Ratpenat de cua de beina de barba negra
El ratpenat de cua de beina de barba negra (Taphozous melanopogon) és una espècie de ratpenat de la família dels embal·lonúrids que es troba a Cambodja, Xina, l'Índia, Indonèsia, Laos, Malàisia, Myanmar, Sri Lanka, Tailàndia, illa de Timor, Vietnam i, possiblement també, a les Filipines.